# Боа д'Арси (Јон)
Боа д'Арси (фр. Bois-d'Arcy) насеље је и општина у источном делу централне Француске у региону Бургоња, у департману Јон која припада префектури Осер.
По подацима из 2011. године у општини је живело 27 становника, а густина насељености је износила 7,76 становника/km². Општина се простире на површини од 3,48 km². Налази се на средњој надморској висини од 210 метара (максималној 288 m, а минималној 175 m).

## Демографија
| 1962. | 1968. | 1975. | 1982. | 1990. | 1999. | 2011. |
| ----- | ----- | ----- | ----- | ----- | ----- | ----- |
| 35    | 36    | 33    | 29    | 25    | 34    | 27    |

График промене броја становника у току последњих година